# Classe Moltke
La classe Moltke est une classe de deux croiseurs de bataille de la Marine impériale allemande construite entre 1909 et 1911. Par rapport au SMS Von der Tann, mis en service précédemment, ils étaient légèrement plus grands, plus rapides et mieux armés, avec une cinquième tourelle double de canons de 280 millimètres, d'un modèle plus puissant, et une protection un peu supérieure, avec une ceinture blindée de 270 mm, au lieu de 250 mm. Moins rapides, moins puissants, ayant un déplacement moindre que les croiseurs de bataille britanniques dont ils étaient contemporains, ils avaient une protection sensiblement supérieure, et quoique sévèrement malmenés notamment à la bataille du Jutland, ils ont plutôt mieux supporté l'épreuve du feu, pendant la Première Guerre mondiale. Le SMS Moltke a fini sabordé à Scapa Flow en 1919. Le SMS Goeben transféré en août 1914 à la Marine de l'Empire ottoman, a opéré en mer Noire contre la Marine de l'Empire de Russie. Il a été mis à la ferraille, sous le nom de Yavuz dans les années 1970.

## Caractéristiques
Avant même que le SMS Von der Tann eût été lancé,, il fut décidé des améliorations à apporter aux deux croiseurs suivants, G et H, qui étaient prévus aux programmes des années 1909 et 1910.
Tout en gardant pour l'artillerie principale le calibre de 28 cm, alors que les cuirassés de la classe Helgoland du programme 1908 avaient déjà été dotés de canons de 30,5 cm, il fut décidé d'utiliser le canon de 28 cm SK L/50, l'allongement de la longueur du tube de 45 à 50 calibres portait la vitesse initiale de 855 m/s à 880 m/s, ce qui a augmenté la portée, de 18 900 m sur le SMS Von der Tann (à une élévation de 20⁰), à 19 100 m sur le SMS Moltke (à une élévation de 16⁰), et à 21 700 m, sur le SMS Goeben (à une élévation de 22,5°).
Une cinquième tourelle double d'artillerie principale était ajoutée à l'arrière. Cela portait le poids de la bordée de l'artillerie principale à 3 020 kg, soit sensiblement celui de la bordée de la classe Indefatigable, 3 080 kg. Mais la Royal Navy reprendra définitivement l'avantage en matière d'armement des croiseurs de bataille, en passant au calibre de 13½ pouces (343 mm) dès la classe Lion. Le gaillard d'avant augmenté d'un pont pour accroître le franc-bord à l'avant, et le rendre moins « humide » ne portait toujours qu'une tourelle axiale avant, "Anton", les deux tourelles en abord, "Bruno" et "Cæsar" pouvant tirer des deux bords, et la quatrième tourelle, axiale arrière, "Dora", qui se trouvait superposée à une nouvelle tourelle axiale arrière, "Emil". La batterie d'artillerie secondaire de calibre de 150 mm pouvait ainsi être installée un pont plus haut que sur le SMS Von der Tann.
La coque se trouvait ainsi allongée de 15 m, de 171 m sur le SMS Van der Tann, à 186 m. Le maitre-bau était augmenté de près de 3 m (de 26,6 m à 29,5 m) ce qui donnait un rapport longueur/largeur un peu moindre (6,32 au lieu de 6,45). Mais l'accroissement de longueur permettait d'installer six chaudières à charbon supplémentaires, la puissance atteignant 52 000 CV, et la vitesse maximale s'en trouvait accrue d'un nœud.
Conformément au concept retenu par la Marine impériale allemande, pour ses « grands croiseurs », qui devaient pouvoir être incorporés dans la ligne de bataille des cuirassés, l'épaisseur de la ceinture blindée, à hauteur des soutes d'artillerie principale et des machines, se trouvait portée à 270 mm.

## Les unités de la classe
| Nom                           | Lancement    | Service effectif | Chantier naval                        | Fin de carrière                                                | Photo |
| ----------------------------- | ------------ | ---------------- | ------------------------------------- | -------------------------------------------------------------- | ----- |
| SMS Moltke                    | 7 avril 1910 | 30 août 1911     | Blohm & Voss Hambourg Empire allemand | sabordage le 21 juin 1919 à Scapa Flow                         |       |
| SMS Goeben Yavuz Sultan Selim | 28 mars 1911 | 2 juillet 1912   | Blohm & Voss Hambourg Empire allemand | transféré le 16 août 1914 à l'Empire ottoman abandonné en 1973 |       |

## Service

### SMSMoltke
À sa mise en service, le SMS Moltke a été le navire amiral des forces de reconnaissance de la flotte allemande. Au sein du 1er groupe de reconnaissance (I. Aufklärungsgruppe), commandé à partir de 1913 par le contre amiral (plus tard vice amiral) Hipper, il a participé aux opérations de cette unité de la Hochseeflotte, pendant la Première Guerre mondiale, notamment aux bombardements de villes anglaises de la côte Est de la mer du Nord, et à la bataille du Dogger Bank, presque sans encaisser un coup. Pendant une opération dans le golfe de Riga, en août 1915, il fut torpillé par un sous-marin britannique. À la bataille du Jutland, le SMS Moltke reçut quatre ou cinq obus de gros calibre, ce qui en fit le croiseur de bataille allemand le moins touché au cours de cette journée. Lorsque le vice amiral Hipper fut obligé d'abandonner le SMS Lutzöw, très gravement avarié, il transféra sa marque sur le SMS Moltke, vers 22 h le 31 mai 1916. Le bâtiment participa à la sortie du 19 août 1916, quand la Hochseeflotte appareilla pour aller bombarder Sunderland, ce à quoi le vice-amiral Scheer renonça finalement. En participant à une opération contre les convois alliés, au large de la Scandinavie, en avril 1918, il fut torpillé une seconde fois par un sous-marin britannique.
En 1918, le SMS Moltke a été interné à Scapa Flow, avec les navires les plus puissants et les plus modernes de la Hochseeflotte, en application de l'armistice du 11 novembre 1918. Leurs équipes de gardiennage allemandes ont sabordé ces bâtiments, aux ordres de l'amiral von Reuter, en juin 1919, quelques jours avant la signature du Traité de Versailles, pour éviter de les voir tomber définitivement aux mains des Britanniques et de leurs alliés. L'épave du SMS Moltke a été renflouée en 1927, et démantelé à Rosyth en 1929.

### SMSGoeben
À sa mise en service, le SMS Goeben fut affecté à la Division de la Méditerranée (Mittelmeerdivision) de la Marine impériale allemande, et demeura en Méditerranée pendant les guerres balkaniques de 1912-1913. Début août 1914, profitant de l'absence de coordination entre les amirautés britannique et française, de la confusion de la situation internationale (neutralité de l'Italie, dates différentes de l'ouverture des hostilités des puissances concernées) et des erreurs de jugement des amiraux de la Mediterranean Fleet, le bâtiment, aux ordres du contre-amiral Souchon réussit à gagner les Dardanelles, et fut, fictivement, rattaché à la marine de l'Empire ottoman sous le nom de Yavuz Sultan Selim. Il opéra en Mer Noire, bombardant à plusieurs reprises les ports russes, et affrontant les navires de la Marine de l'Empire de Russie.
Au cours d'une sortie en mer Égée, en avril 1918, pour attaquer les bases alliées, il réussit à couler deux monitors britanniques, mais ayant subi des dommages sérieux, après avoir pénétré dans un champ de mines, il a dû faire retraite et a réussi à regagner Constantinople,.
Après avoir passé près de soixante ans sous pavillon turc, il fut démoli dans le courant des années 1970.

## Annexe